# Simeon havasalföldi fejedelem
Simion Movilă (Coţofeneşti, 1567. május 22. – Suceava, 1607. szeptember 24.) Havasalföld fejedelme 1600. november – 1601. július és 1601. november – 1602. július között, valamint Moldva fejedelme 1606. június – 1607. szeptember között.

## Családja
Apja Ion Movilă logofăt azaz kancellár volt, anyja pedig feltehetőleg Petru Rareş egyik kevésbé ismert lánya, Maria. Testvérei voltak Jeremiás moldvai fejedelem, Gheorghe és Ana, illetve féltestvérei (apja első házasságából) Toader, Iuraşco és Greaca.
Felesége, Marghita Hâra, régi moldvai bojári családból származott. Gyermekeik közül 1607-ben öt fiú volt életben: Mihail, Gavril, Petru, Moise és Ioan.

## Élete
Jeremiás moldvai fejedelem, Simeon fivére már 1599 nyarán követet küldött a török portára annak érdekében, hogy Simeont trónra juttassa Havasalföldön, de a törököktől akkor még ígéretet sem kapott, nemhogy katonai segítséget. 1600. őszén az elégedetlen bojárok fellázadtak II. (Vitéz) Mihály ellen. Mihály, aki szeptember 18-án vereséget szenvedett a miriszlói csatában Giorgio Basta és Báthory Zsigmond seregeitől, visszatért Havasalföldre, hogy megvédje trónját a lengyelek által támogatott Simeontól. II. Mihály serege kétszer is vereséget szenvedett a Jan Zamoyski lengyel kancellár vezette seregtől, október 20-án Bucovnál és november 25-én Curtea de Argeşnél. Zamoyski Simeont tette meg Havasalföld uralkodójának, aki viszont szerződésben vállalta, hogy évente 40 000 arany adót fizet a lengyeleknek, háromezer lengyel katonát tart a zsoldjában, a várakat lengyel őrség őrzi, és tisztjeik a lengyel királynak esküsznek hűséget, az arra érdemes lengyelek hivatalt kapnak az országban, és az ott tartozkodó lengyelekre a lengyel törvények vonatkoznak. November végére visszaérkezett a moldvai követ is Konstantinápolyból, aki meghozta a fejedelmi elismerést és jelvényeket Simeonnak.
Rövid uralkodása idején Simeon törökbarát politikát folytatott. Az őt megválasztó bojárok támogatását nem tudta megtartani: többeket kivégeztetett, másoknak elkobozta a birtokát, és fontos tisztségekre moldvaiakat nevezett ki. A Zamoyski ellenfelei által is biztatott bojárok hamarosan ellene is fellázadtak, és elűzték az országból, Radu Șerbant választva a helyére. (Mihályt közben Basta meggyilkoltatta.) Pár hónap múlva Radu Șerban helyét Radu Mihnea vette át, majd rövid időre ismét Simeon következett a trónon, amíg a II. Rudolf német-római császár által támogatott Radu Șerban le nem győzte. 
Második uralkodása után Moldvában telepedett le, fenntartva havasalföldi trónigényét. 1602-ben a törökök II. Gázi Giráj krími kánt küldték, hogy foglalja el Havasalföldet, és Simeont juttassa a trónra. A tatárok 40 000 fős sereggel Moldva felől törtek be az országba, de  szeptember 13–14-én Radu Șerban és Basta seregei Ogretinnél legyőzték őket.
1605-ben Bocskai Istvánnak volt olyan terve, hogy visszasegíti Simeont a trónra, de amikor megtudta, hogy a török porta Radu Șerbant támogatja, elállt szándékától.
1606-ban, Jeremiás moldvai fejedelem halálát követően Simeon követte a trónon, de ez az uralkodása is rövidre sikeredett, mert 1607-ben meghalt. A korabeli krónikák szerint sógornője, Jeremiás özvegye, Csomortány Erzsébet mérgeztette meg, hogy saját fiát, a tizennégy éves Konstantint juttassa a trónra.
Sírja a sucevițai kolostorban található, amelyet fivérével, Jeremiással együtt alapított.